# Paul Wegener
Paul Wegener, född 11 december 1874, död 13 september 1948, var en tysk skådespelare, författare och filmregissör.

## Biografi
Wegener var en av de ledande krafterna vid Max Reinhardts scener. Till hans mest berömda karaktärsroller hörde Iago i Othello, Holofernes i Judith av Friedrich Hebbel samt Strindberg-figurer som Hummel i Spöksonaten och kaptenen i Dödsdansen.
Wegener var också en central figur i den tidiga tyska expressionistiska filmen, som huvudrollsinnehavare och manusförfattare till Studenten från Prag (1913) och som medregissör och huvudrollsinnehavare i tre filmer om Golem – Der Golem (1915), Der Golem und die Tänzerin (1917) och Der Golem, wie er in die Welt kam (1920). Han regisserade senare en rad filmer. Under nazitiden var han en firad skådespelare och medverkade i propagandafilmer.

## Filmografi
Skådespelare
- 1913: Studenten från Prag (Der Student von Prag), Stellan Rye
- 1915: Der Golem, Henrik Galeen och Paul Wegener
- 1916: Der Yoghi / Das Haus des Yoghi, Rochus Gliese och Paul Wegener
- 1916: Rübezahls Hochzeit, Paul Wegener och Rochus Gliese
- 1917: Der Golem und die Tänzerin, Rochus Gliese och Paul Wegener
- 1917: Hans Trutz im Schlaraffenland, Paul Wegener
- 1918: Der Rattenfänger von Hameln, Paul Wegener
- 1918: Der fremde Fürst
- 1919: Der Galeerensträfling
- 1920: Sumurun, Ernst Lubitsch
- 1920: Der Golem, wie er in die Welt kam, Carl Boese och Paul Wegener
- 1921: Das Weib des Pharao, Ernst Lubitsch
- 1922: Herzog Ferrantes Ende
- 1922: Vanina, Arthur von Gerlach
- 1922: Lucrezia Borgia, Richard Oswald
- 1925: Lebende Buddhas
- 1926: The Magician, Rex Ingram
- 1927: Die Weber, Friedrich Zelnik
- 1928: Vampyren (Alraune), Henrik Galeen
- 1933: Hans Westmar, Franz Wenzler
- 1934: Ein Mann will nach Deutschland
- 1935: ...nur ein Komödiant
- 1939: Das unsterbliche Herz
- 1941: Flickan från Fanö (Das Mädchen von Fanö), Hans Schweikart
- 1942: Den store segraren (Der große König), Veit Harlan
- 1942: Diesel, Gerhard Lamprecht
- 1945: Der Fall Molander, Georg Wilhelm Pabst
- 1945: Brinnande hjärtan (Kolberg), Veit Harlan
- 1948: Der große Mandarin, Karl-Heinz Stroux

Regi
- 1925: Lebende Buddhas
- 1934: Ein Mann will nach Deutschland
- 1936: August der Starke - med Michael Bohnen, Lil Dagover, Marieluise Claudius
- 1936: Die Stunde der Versuchung - med Gustav Fröhlich, Lída Baarová
- 1936: Der Weg nach Shanghai / Begegnung in Shanghai - med Pola Negri
- 1937: Krach und Glück um Künnemann
- 1937: Unter Ausschluß der Öffentlichkeit - med Olga Tschechowa